# Sept de carreau
Le sept de carreau (7♦) est une carte à jouer.

## Caractéristiques
Le sept de carreau apparaît dans la plupart des jeux aux enseignes françaises, comme :
- les jeux de 52 cartes et de tarot (où elle est comprise entre le six de carreau et le huit de carreau) ;
- les jeux de 32 cartes (où elle est la plus petite valeur avant l'as de carreau) ;
- les jeux de 36 et de 40 cartes de certains jeux régionaux italiens (ou elle est la plus grande valeur avant le valet de carreau).

Le sept de carreau porte comme valeur le sept et comme enseigne le carreau. Il s'agit donc d'une carte de couleur rouge.

## Dessin
La carte comporte répété sept fois le motif des carreaux : un losange aux côtés arrondis, ressemblant à une astroïde. La disposition standard en dispose trois, régulièrement espacés, le long des bords gauche et droit ; le dernier carreau est placé dans la partie centrale, au tiers de la hauteur de la carte.
Le sept de carreau n'est donc pas une carte symétrique par rapport à l'horizontale : la position du carreau central n'est pas la même suivant que le joueur tienne la carte dans un sens ou dans l'autre. Cette caractéristique est unique parmi toutes les cartes de carreaux des jeux de type français ou anglo-saxons : les dessin des figures (valets, dames et rois) reste le même dans un sens ou dans l'autre (ce n'est pas le cas toutefois dans certains jeux régionaux italiens, où les figures sont représentées en pied).
Le sept porte la couleur des carreaux : généralement rouge. Plus rarement, le sept de carreau peut être en jaune-orangé, comme dans les jeux utilisés en Allemagne pendant les compétitions de Skat (qui utilisent quatre couleurs : les trèfles y sont verts). Des paquets où les carreaux sont bleus ont également été édités.
La valeur de la carte (« 7 ») et son enseigne (« ♦ ») sont souvent reprises par des index dans les coins de la carte : au moins deux index dans deux coins diagonalement opposés, mais certains dessins en utilisent quatre, dans chacun des coins. D'autres dessins ne font usage d'aucun index.

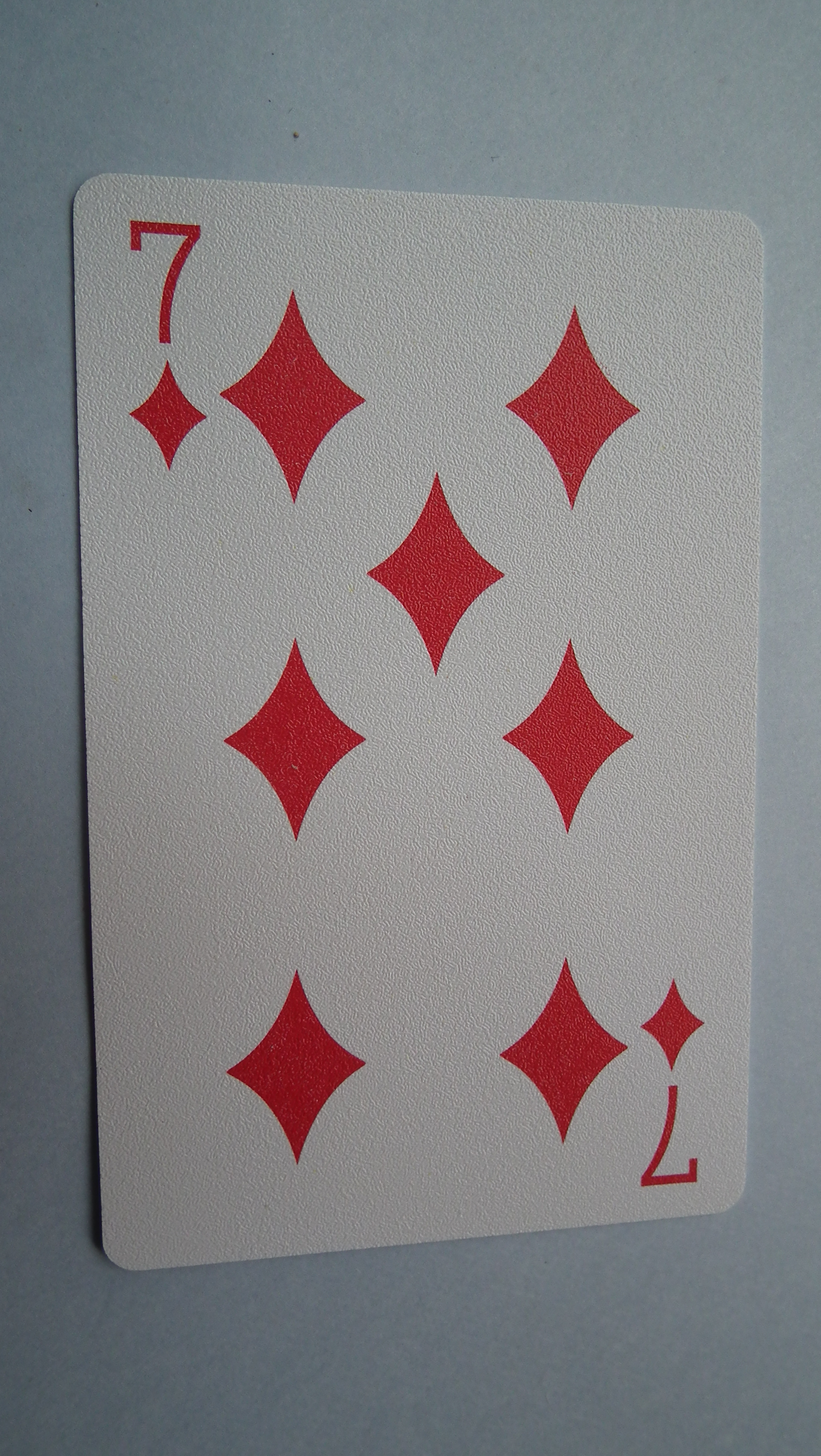
7 de carreau
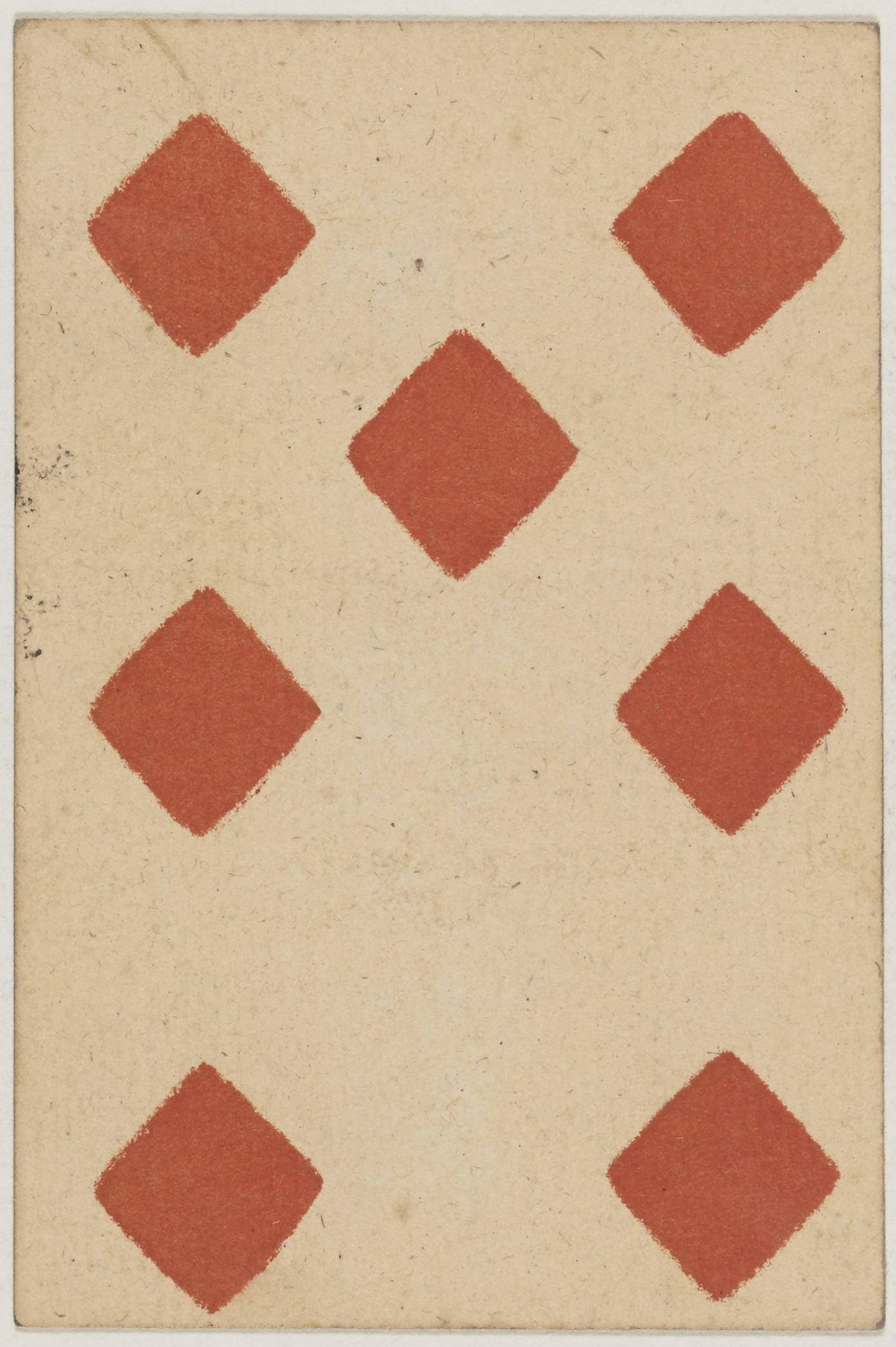
7 de carreau au portrait de Paris, 1740-1751.
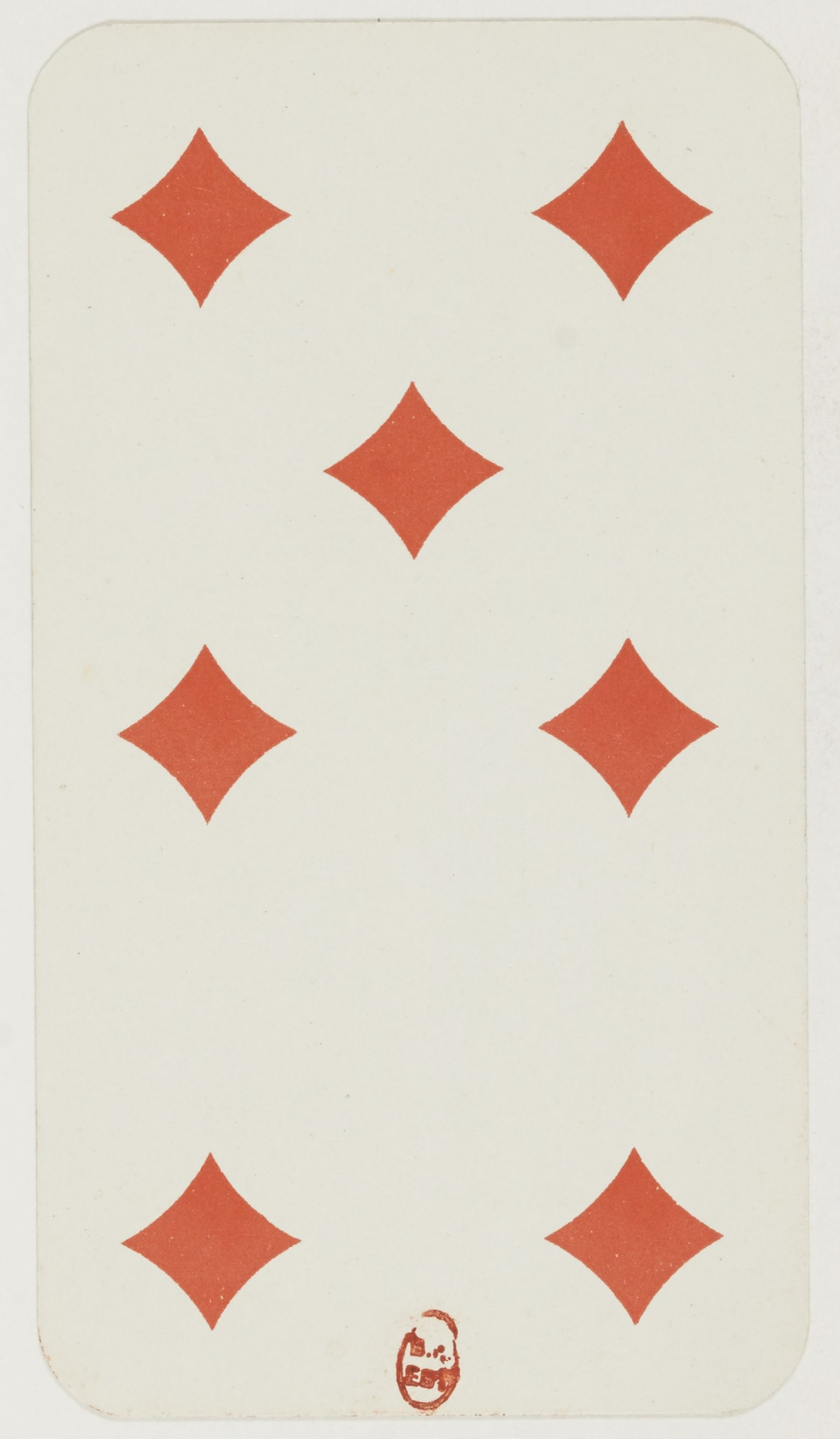
7 de carreau d'un jeu de Tarot nouveau, 1898.
7 de carreau aux couleurs allemandes, utilisé en Allemagne pendant les compétitions de Skat.
Organisation différente des carreaux sur la carte.

## Équivalents
Il est difficile de donner un équivalent clair du sept de carreau dans les jeux utilisant d'autres enseignes que les enseignes françaises. Dans les enseignes latines (Espagne, Italie, etc.), l'équivalent du sept de carreau pourrait être le sept de denier ; en Allemagne et en Suisse, le sept de grelot. 

## Usage
Au nain jaune, le sept de carreau est la carte pour laquelle la mise est la plus importante. Sur les illustrations du jeu, un nain jaune tient traditionnellement la carte en main.
Dans la scopa italienne (quand elle est jouée avec des cartes à enseignes françaises) et dans la chkobba tunisienne, (issue de la Scopa), le sept de carreau est la carte la plus importante, étant la seule carte qui rapporte un point à elle seule à la fin d'une manche. De plus, elle compte dans le nombre total de 7 et le nombre total de carreau pliés, éléments qui rapportent également chacun un point. Elle porte d'ailleurs un nom spécifique dans ces jeux :
- en italien : il settebello (littéralement « le beau sept ») ;
- en arabe : سبعة الحيّة (sabʿa l-ḥayya, littéralement « le sept vivant ») ou الحيّة (al-ḥayya, « la vivante »).

## Représentations informatiques
Le sept de carreau peut être représenté avec le caractère Unicode suivant :
| Table          | Nom                           | Représentation | Point de code |
| -------------- | ----------------------------- | -------------- | ------------- |
| Cartes à jouer | Carte à jouer sept de carreau | 🃇              | U+1F0C7       |

De façon informelle, il est également possible de le représenter sous la forme « 7♦ » ou « ♦7 », grâce au caractère « ♦ » (« Carreau noir ») de la table « Symboles divers ».